# پاول جیمز
پاول جیمز (انگلیسی: Paul James؛ زادهٔ ۱ ژانویهٔ ۲۰۰۰) یک هنرپیشه اهل ایالات متحده آمریکا است.
از فیلم‌ها یا برنامه‌های تلویزیونی که وی در آن نقش داشته است می‌توان به دوست نداشتنی، آخرین کشتی و مسیر اشاره کرد.